# 23436 Alekfursenko
1982 UF8 (asteroide 23436) é um asteroide da cintura principal. Possui uma excentricidade de 0.19894630 e uma inclinação de 3.77185º.
Este asteroide foi descoberto no dia 21 de outubro de 1982 por Lyudmila Vasil'evna Zhuravleva em Naučnyj.